# Roger Cicero
Roger Marcel Cicero Ciceu (n. 6 iulie 1970, Berlinul Occidental, Germania sub ocupație aliată – d. 24 martie 2016, Hamburg, Germania) a fost un cântăreț german de jazz, fiul lui Eugen Ciceu.